# 小瀬田麻由
小瀬田 麻由（こせた まゆ、1994年11月12日 - ）は、日本の女優、グラビアアイドル。大阪府出身。NEWCOME所属。

## 来歴
幼少期からピアノや水泳を習い始め、8歳からダンススクールに通い、ジャズダンス、バレエ、ヒップホップダンスなど様々なジャンルのダンスを習う。
学生時代はバックダンサーとして活動した。大阪スクールオブミュージック高等専修学校、東京フィルムセンター映画・俳優専門学校、を卒業する。
ダンサーとして活動して歌や芝居の楽しさに目覚め、高校卒業後本格的に女優を志して上京した。
中学と高校時代は、大きい乳房に悩み小さく整形したいと考えて貯金したが、人前に出る職業を目指すならば、まずは顔を知ってもらうために「胸を武器にしよう」と考えを一変させた。
2013年と2014年に発売したイメージビデオは2作続けてAmazonアイドルDVDランキング1位となる。雑誌の表紙やグラビアページ、2015年に写真集を発売など、グラビアイドルとして活動した。
2016年以降はドラマや舞台などの活動に傾注す。
2019年6月に芸能活動を休止し、2020年8月1日に「私生活を大事に、家族といる時間を大切にして生きていきたい」と芸能活動休止を報告した。

## 人物
大の動物好きで、現在は保護した猫を飼っている。名前はシャルル。過去にはウェルシュ・コーギーのマリィーも飼っていた。
特技：ダンス・ピアノ・水泳・日本舞踊・殺陣アクション。
趣味：囲碁・激辛グルメ・衝動的な一人旅。

## 出演

### 舞台
- Office ENDLESS Produce vol.15 「RE-INCARNATION RE-VIVAL」 - 典韋 役[8]
  - （2014年12月19日 - 29日、全労済ホール/スペース・ゼロ）
  - （2015年1月10日 - 11日、サンケイホールブリーゼ）
- 「LOVEどきゅ～ん」（2015年2月11日 - 15日、笹塚ファクトリー）- ゆっこ 役
- Office ENDLESS produce vol.20 「RE-INCARNATION RESOLVE」 - 典韋 役
  - （2015年12月24日 - 29日、全労済ホール/スペース・ゼロ）
  - （2016年1月9日 - 10日、サンケイホールブリーゼ）
  - （2016年1月14日 - 18日、シアター1010）
- 「ウラワライ」（2016年3月8日 - 13日、千本桜ホール）
- 劇団たいしゅう小説家Present's「湯もみガールズIII」boy meets girl！（2016年8月17日 - 21日、萬劇場） - 島谷沙希 役
- 時代組婆沙羅 -BASARA-「狂おしくも愛しき塵芥の夢に」（2016年9月8日 - 11日、東演パラータ） - ジュリアン 役
- 「2.5 Escape Stage『甲鉄城のカバネリ』」（2017年1月6日 - 12日、シアター1010） - 四方川菖蒲[9]

役
- 「上野パンダ島ビキニーズ」柿次橙子役[10]
  - （2017年3月30日 - 4月2日、品川プリンスホテル クラブeX）
  - （2018年3月15日 - 18日、品川プリンスホテル クラブeX）
- 「人を殺して生きている」（2018年6月27日 - 7月3日）- 主演

### テレビドラマ
- 「ドラマ！7人のアイドルゴーゴー！」（2014年、テレビ朝日） - 小瀬田 麻由 役
- 「アゲイン!!!」（2014、TBS） - チア部ナミ 役
- 「闇金ウシジマくん Season3」（2016年、TBS） - 希々空（ののあ）役
- 「テラスハウス オープニングニュードアーズ」（2018年5月8日 - 、Netflix、レギュラー出演）
- 「やれたかも委員会」第5話（2018年5月28日、TBS） -
- 「SPECサーガ完結篇SICK'S〜内閣情報調査室特務事項専従係事件簿〜」（2018年、TBS） - 某大使館スペックホルダー　役
- 「新しい王様」（2019年、TBS） - 大河内麗子 役

### 映画
- 短編時代劇『風と船』（2014年、藏原潔司監督） - ヒロイン・美雪 役
- 13月の女の子（2020年、戸田彬弘監督） - 上町瑠衣 役

### CM
- 『楽婚グランドサロンn』（2014年、ベストブライダル）
- 『JALインフォマーシャル』
- bonobo（ボノボ）「すぐに見たいあなた」篇（2016年）[11]
- 大塚製薬「UL・OS」（2016年 - 2017年）
  - 「男性用なんてもったいない」篇 / 「男性のシミ問題」篇 / 「肌をキメる」篇 / 「迷わないシャンプー」篇（2016年）
  - 「全身」篇（2017年）
- 婚活アプリ『ペアーズ(pairs)』

### 雑誌
- 『カスタムカー』 表紙（2014年10月号）
- 『FLASH』 表紙（2015年2月号）
- 『サイゾー』 表紙（2015年3月号、2019年10月号）
- 『フライデー』 表紙（2015年5月号）
- 『DigiFi』表紙（2015年No.17）
- 『ヤングキング』　表紙(2019年2月号)
- 『週刊プレイボーイ』
- 『ヤングジャンプ』
- 『ヤングアニマル』
- 『ViVi』

- 海外雑誌『Styel Master』

他多数掲載

### ミュージックビデオ
- 打首獄門同好会『歯痛くて feat.Dr.COYASS』（アルバム「やんごとなき世界」収録、2017年1月25日リリース）

## 作品

### イメージビデオ
※太字タイトルはBD版同時発売
- スプラッシュ（2013年12月10日〈DVD〉、2015年6月19日〈Blu-ray〉、イーネット・フロンティア）
- Sparkle（2014年6月20日〈DVD〉、2015年7月23日〈Blu-ray〉イーネット・フロンティア）
- Confession（2016年8月25日、イーネット・フロンティア）[12]
- Graceful（2017年12月22日、エスデジタル）
- Minded Think（2019年1月25日、竹書房）[13]

### 写真集
- 抱きしめたい（2015年2月2日、イーネット・フロンティア、撮影：ND CHOW）[14]